# Васильково (Крым)
Василько́во (до 1948 года Мурзалы́-Бита́к; укр. Василькове, крымскотат. Mırzalı Bitaq, Мырзалы Битакъ) — исчезнувшее село в Сакском районе Республики Крым (согласно административно-территориальному делению Украины — Автономной Республики Крым), располагавшееся на северо-востоке района, в степной части Крыма, примерно в 2 километрах южнее современного села Ильинка.

### Динамика численности населения
| - 1806 год — 143 чел. - 1864 год — 72 чел. - 1889 год — 53 чел. - 1892 год — 88 чел. | - 1900 год — 87 чел. - 1915 год — 44/63 чел. - 1926 год — 44 чел. |

## История
Первое документальное упоминание села встречается в Камеральном Описании Крыма… 1784 года, судя по которому, в последний период Крымского ханства Мурзалар Битак входил в Каракуртский кадылык Бахчисарайского каймаканства. После присоединения Крыма к России (8) 19 апреля 1783 года, (8) 19 февраля 1784 года, именным указом Екатерины II сенату, на территории бывшего Крымского Ханства была образована Таврическая область и деревня была приписана к Евпаторийскому уезду. После Павловских реформ, с 1796 по 1802 год, входила в Акмечетский уезд Новороссийской губернии. По новому административному делению, после создания 8 (20) октября 1802 года Таврической губернии, Мурзали-Битак был включён в состав Урчукской волости Евпаторийского уезда.
По Ведомости о волостях и селениях, в Евпаторийском уезде с показанием числа дворов и душ… от 19 апреля 1806 года в деревне Мурзали-Битак числилось 19 дворов, 140 крымских татар и 3 ясыра. На военно-топографической карте генерал-майора Мухина 1817 года деревня Мурзали битак обозначена с 20 дворами. После реформы волостного деления 1829 года Мурзала Битак, согласно «Ведомости о казённых волостях Таврической губернии 1829 года», остался в составе Урчукской волости. На карте 1836 года в деревне 37 дворов, как и на карте 1842 года.
В 1860-х годах, после земской реформы Александра II, деревню приписали к Абузларской волости. Согласно «Памятной книжке Таврической губернии за 1867 год», деревня Мурзалибитак была покинута — в результате эмиграции крымских татар, особенно массовой после Крымской войны 1853—1856 годов, в Турцию, и лежала в развалинах. В «Списке населённых мест Таврической губернии по сведениям 1864 года», составленном по результатам VIII ревизии 1864 года, Мурзали-Битак — владельческая татарская деревня, с 7 дворами, 72 жителями и мечетью при колодцах. По обследованиям профессора А. Н. Козловского 1867 года, вода в колодцах деревни была солоновато-горькая, а их глубина достигала 26—30 саженей (55—63 м). На трёхверстовой карте Шуберта 1865—1876 года в деревне Мурзалы Битак обозначено 9 дворов. По «Памятной книге Таврической губернии 1889 года», включившей результаты Х ревизии 1887 года, в деревне Мурзали-Битак числилось 10 дворов и 53 жителя. Согласно «…Памятной книжке Таврической губернии на 1892 год», в деревне Мурзали-Битак, входившей в Асан-Аджинский участок, числилось 88 жителей в 17 домохозяйствах.
Земская реформа 1890-х годов в Евпаторийском уезде прошла после 1892 года; в результате Мурзали-Битак (записано, как Битак-Мурзали) приписали к Кокейской волости. По «…Памятной книжке Таврической губернии на 1900 год» в деревне числилось 87 жителей в 20 дворах. Время заселения в деревню крымских немцев не установлено. По Статистическому справочнику Таврической губернии. Ч.II-я. Статистический очерк, выпуск пятый Евпаторийский уезд, 1915 год, в немецкой экономии Битак-Мурзали Кокейской волости Евпаторийского уезда числилось 7 дворов (1 двор с землёй, 6 — безземельные) с населением в количестве 44 человек приписных жителей и 63 — «посторонних», из которых 49 мужчин и 58 женщин. В экономии числилось 1200 десятинами удобной земли. В хозяйствах имелось 62 лошади, 61 вол, 29 коров и 112 голов мелкого скота.
После установления в Крыму Советской власти, по постановлению Крымревкома от 8 января 1921 года № 206 «Об изменении административных границ» была упразднена волостная система, и село вошло в состав Евпаторийского района Евпаторийского уезда, а в 1922 году уезды получили название округов. 11 октября 1923 года, согласно постановлению ВЦИК, в административное деление Крымской АССР были внесены изменения, в результате которых округа были отменены и произошло укрупнение районов — территорию округа включили в Евпаторийский район. Согласно Списку населённых пунктов Крымской АССР по Всесоюзной переписи 17 декабря 1926 года, в селе Мурзали-Битак, в составе упразднённого к 1940 году Кокейкого сельсовета Евпаторийского района, числилось 7 дворов, все крестьянские, население составляло 44 человека, из них 21 украинец, 18 немцев и 5 чехов. После создания 15 сентября 1931 года Фрайдорфского (переименованного в 1944 году в Новосёловский) еврейского национального района Мурзали-Битак включили в его состав. Вскоре после начала Великой Отечественной войны, 18 августа 1941 года крымские немцы были выселены — сначала в Ставропольский край, а затем в Сибирь и северный Казахстан.
После освобождения Крыма от фашистов, 12 августа 1944 года было принято постановление № ГОКО-6372с «О переселении колхозников в районы Крыма», по которому в район из Курской и Тамбовской областей РСФСР в район переселялись 8100 колхозников, а в начале 1950-х годов последовала вторая волна переселенцев из различных областей Украины. С 25 июня 1946 года Темеш в составе Крымской области РСФСР. Указом Президиума Верховного Совета РСФСР от 18 мая 1948 года Мурзалы-Битак переименовали в Васильково. 25 июля 1953 года Новосёловский район был упразднён, и село включили в состав Сакского района. 26 апреля 1954 года Крымская область была передана из состава РСФСР в состав УССР. Время включения в состав Сизовского сельсовета пока не установлено: на 15 июня 1960 года Васильково уже числилось в его составе. Ликвидировано в период с 1954 по 1968 годы, как село Сизовского сельсовета.